# Oar reaumuraria
Oar reaumuraria är en fjärilsart som beskrevs av Pierre Millière 1864. Oar reaumuraria ingår i släktet Oar och familjen mätare. Inga underarter finns listade i Catalogue of Life.

## Bildgalleri

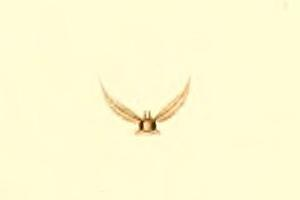